# Asterigerinita
Asterigerinita es un género de foraminífero bentónico considerado un sinónimo posterior de Altasterella de la familia Asterigerinatidae, de la superfamilia Asterigerinoidea, del suborden Rotaliina y del orden Rotaliida. Su especie tipo era Globorotalia kochi. Su rango cronoestratigráfico abarcaba desde el Luteciense al Bartoniense (Eoceno medio).

## Clasificación
Asterigerinita incluye a la siguiente especie:
- Asterigerinita kochi †